# Wer kennt Johnny R.?
Wer kennt Johnny R.? ist ein deutsch-spanischer Western aus dem Jahre 1966. In den Hauptrollen sind der aus den Karl-May-Filmen bekannte Old-Shatterhand-Star Lex Barker und Wallace-Film-Star Joachim Fuchsberger zu sehen.

## Handlung
Niemand sah jemals das Gesicht des legendären Revolverhelden und Banditen Johnny Ringo. Mit seiner Bande terrorisiert er Arizona. Der Sheriff von Tombstone hetzte eine Meute auf ihn, aber mit Hilfe der von ihm geliebten Bea kann Johnny, der sich auf der Farm von Captain Conroy verschanzt hat, wie so oft, entwischen. Conroys Frau und Kind waren derweil hilflos und gefesselt den Geschehnissen ausgeliefert; sie kommen in dem Feuer um, das angeblich auch Johnny Ringo das Leben kostet – sein Ring wird am Finger einer verbrannte Leiche gefunden.
Conroy macht sich, da er nicht an Johnnys Tod glaubt, auf die Suche nach ihm. Nach zwei ergebnislosen Jahren stellt er Detektiv Sam Dobie an (auf Empfehlung des Bankiers Jenkins). Dobie soll Johnny finden: einen links ziehenden Mann mit Brandwunden am Körper. Gut bezahlt, lässt sich Dobie als Waffenverkäufer bei Cathy Carmichael anstellen uns lernt den brillanten Revolverschützen Clyde Smith kennen – der links zieht. Dobie macht mit Smith gemeinsam gute Geschäfte als Verkäufer und Schütze. Doch es kommt bald das Gerücht auf, Smith sei Ringo. Zuerst findet Smith das nicht schlimm, rechnet er sich doch dadurch Chancen bei der in Dobie verliebten Cathy aus.
Captain Conroy trifft aufgrund der Verdächtigungen ebenso wie Bea in Redsville ein, wo sich Dobie und Smith aufhalten. Bea erkennt sofort Dobie als Johnny Ringo, der aber alle Vermutungen auf Smith richten kann. Conroy und seine Leute schlagen Smith halbtot und wollen die Scheune, in die sie ihn verschleppt haben, anzünden. Im letzten Moment kann Dobie, der sich endlich als echter Johnny Ringo zu erkennen gibt, ihn retten, wird aber selbst von einer Kugel tödlich getroffen.

## Kritik
Die Kritiken fielen wenig begeistert, aber auch nicht durchweg negativ aus. So sah das Lexikon des internationalen Films einen „handwerklich unterdurchschnittliche[n], unglaubwürdige[n] Euro-Western auf den Spuren der Karl-May-Filme“ und der Filmbeobachter eine „verunglückte Mischung aus Kriminalfilm und Western, deren Schwächen schon im unlogischen Drehbuch begründet sind, durch Fehlbesetzung und mangelhafte Gestaltung aber noch verstärkt werden. Niemandem anzuraten.“